# Knut M. Hansson
Knut M. Hansson, född Knut Mørch Hansson 16 april 1920 i Egypten, död 3 december 1994, var en norsk skådespelare och teaterregissör.
Hansson debuterade som skådespelare 1940 på Det Nye Teater i Troll kan temmes. Åren 1945–1950 var han vid Studioteatret och 1951–1952 samt 1955–1960 åter vid Det Nye Teater. Däremellan var han vid Den Nationale Scene 1952–1954. Mellan 1961 och 1980 var han frilansande skådespelare och från 1980 fast engagerad vid Oslo Nye Teater. Han gjorde sig bemärkt i flera Henrik Ibsen-uppsättningar, bland annat som Werle i Vildanden. Han spelade även Vladimir i Samuel Becketts I väntan på Godot. Han gjorde en mängd filmroller och debuterade 1946 i Englandsfarare. Under 1960- och 1970-talen verkade han vid TV-teatern.
Som regissör gjorde han bland annat Elektra av Sofokles.

## Filmografi (urval)
- 1946 – Englandsfarare
- 1956 – Kvinnens plass
- 1957 – Peter van Heeren
- 1958 – Människor på flykt
- 1959 – 5 loddrett
- 1969 – Psychedelica Blues
- 1972 – Fleksnes fataliteter (TV-serie)
- 1974 – Bombhotet
- 1974 – Olsenbanden möter kungen och knekten
- 1974 – Den siste Fleksnes
- 1982 – Maria Stuart i Skottland (TV-serie)
- 1982 – Henrys bakværelse
- 1987 – På stigende kurs